# Ајфер Тунч
Ајфер Тунч (тур. Ayfer Tunç; Адапазари, Турска, 2. марта 1964) је савремена турска књижевница.

## Биографија
Дипломирала је на Факултету политичких наука Универзитета у Истанбулу. Током универзитетских година, написала је много чланака за различите часописе о књижевности, култури и уметности. Године 1989. учествовала је на конкурсу за кратку причу Јунус Нади у организацији дневних новина Cumhuriye (Џумхуријет) са причом Saklı (Тајанствена) и освојила прво место.
Између 1999-2004, радила је као главни уредник издавачке куће Yapı Kredi Publishing. Њена књига под називом Maniniz Yoksa Annemler Size Gelecek-70’li Yıllarda Hayatımız (Ако сте слободни, моји родитљи ће вас посетити - Наш живот седамдесетих) објављена 2001. наишла је на велики ентузијазам. Иста књига је 2003. године добила Међународну награду Балканика, коју је заједно организовало седам балканских земаља, и квалификовала се за превод на шест балканских језика. Осим тога, књига је објављена на арапском језику у Сирији и Либану.
Ајфер Тунч је такође написала сценарио под називом Havada Bulut (Облак у ваздуху), заснован на кратким причама Саита Фаика Абасијаника, а снимљен је и емитован на ТРТ-у 2003. године. Ајфер Тунч је такође ауторка књига Пријатељи из пећине (приче, 1996), и Древни хотел (приче, 2006), текстова о животу стварних личности То називају животом (2007), електронске књиге Време подељено на слова, студије Дволична сексуалност (са Ојом Ајман, 1994), као и романа Девојка са насловне стране (1992), Крајње непоуздана кратка историја једне луднице (2009), Ноћ зелене виле (2010), Сузанина бележница (2011), Светски бол (2014), Љубавници су луди или Писмо-глава (2018) и Осман (2020).

### Романи, бриче, биографије
- Saklı (Тајанствена), прича, (1989)
- Kapak Kızı (Девојка са насловнице), роман, (1992)
- İkiyüzlü Cinsellik  (Дволична сексуалност), истраживања, (1995), (са Ојом Ајман)
- Mağara Arkadaşları (Пријатељи из пећине) приче, (1996)
- Aziz Bey Hadisesiı (Судбина Азиз-Бега), приче, (2000)
- Bir Maniniz Yoksa Annemler Size Gelecek (Ако сте слободни, моји родитљи ће вас посетити), биографија, (2001)
- Taş - Kağıt - Makas (Камен - Папир - Маказе, приче), приче, (2003)
- Evvelotel (Древни хотел), приче, (2006)
- Ömür Diyorlar Buna (То називају животом), роман, (2007)
- Bir Deliler Evinin Yalan Yanlış Anlatılan Kısa Tarihi (Крајње непоуздана кратка историја једне луднице), роман, (2009). Роман је реведен на енглески као "The Highly Unreliable Account of the History of a Madhouse" од стране Istros Books, Лондон 2020. [3]
- Yeşil Peri Gecesi (Ноћ зелене виле), роман, (2010)
- Suzan Defter (Сузанина бележница) роман, (2011)
- Dünya Ağrısı (Светски бол), роман, (2014)
- Âşıklar Delidir ya da Yazı Tura (Љубавници су луди или Писмо-глава), роман, (2018)
- Osman (Осман), роман, (2020)
- Kuru Kız, роман, (2022)

### Сценарио
- Düş, Gerçek, Bir de Sinema (Сан, стварност и биоскоп) (1995)
- Usta (Господар) (2008)
- 72. Koğuş (Одељење 72) (2011)
- Siyah Kalp (Црно срце) (ускоро)